# پیربهار کرک‌دار
پیربهار کرک‌دار (نام علمی: Erigeron pumilus) نام یک گونه از سرده پیر بهار است.